# Heppner (Oregon)
Heppner ist eine Stadt im Norden des US-Bundesstaats Oregon. Sie ist Sitz der Verwaltung (County Seat) des Morrow County. Das U.S. Census Bureau hat bei der Volkszählung 2020 eine Einwohnerzahl von 1.187 ermittelt. 
Zunächst hieß der Ort Standsbury Flat, benannt nach Georg W. Standsbury, einem der ersten Siedler in dieser Gegend. Später wurde der Ort zu Heppner umbenannt, nach dem jüdischen Pionier Henry Heppner, der auch 1873 das erste Geschäft in Heppner eröffnete. 
Heute wird Heppner auch oft mit seinem Spitznamen „Gateway to the Blue Mountains“ bezeichnet.

## Sturzflut vom 14. Juni 1903
Am 14. Juni 1903 wurde Heppner teilweise zerstört, als ein plötzlicher Wolkenbruch, begleitet von Hagel, eine Sturzflut verursachte. Bei dieser Katastrophe verloren ungefähr 225 Menschen ihr Leben, weitere wurden schwer verletzt. Es wurde ein Sachschaden von etwa 1.000.000 Dollar geschätzt. Auch die beiden naheliegenden kleinen Städte Ione und Lexington erlitten erhebliche Schäden. Steward Holbrook beschreibt dieses Ereignis in seinem Buch „Disaster in June“. 
Nach weiteren kleinen Fluten wurde 1983 knapp oberhalb der Stadt der 55 Millionen Dollar teure Willow Creek Dam gebaut, der die Stadt vor weiteren Fluten schützt. 

## Bevölkerung
Bei einer Volkszählung im Jahre 2000 wurden 1395 Einwohner gezählt. Diese Zahl entspricht 583 Haushalten und 398 Familien. Die Bevölkerungsdichte betrug 1138,5 Einwohner pro Quadratmeile (435,9 pro km²).
Die Bevölkerung bestand zu 24,5 % aus unter 18-Jährigen, zu 5,9 % aus zwischen 18- und 24-Jährigen, zu 24,3 % aus zwischen 25- und 44-Jährigen, zu 24,9 % aus zwischen 45- und 64-Jährigen und zu 20,3 % aus Leuten ab 65 Jahren. Das Durchschnittsalter lag bei 42 Jahren. Auf 100 Frauen kamen 100,7 Männer, bei den Frauen ab Alter 18 war das Verhältnis 100 zu 92,9 Männer. 

## Söhne und Töchter der Stadt
- Jon Raskin (* 1954), Musiker